# Cond Peak
Cond Peak är en bergstopp i Kanada.   Den ligger i provinsen British Columbia, i den södra delen av landet, 3 100 km väster om huvudstaden Ottawa. Toppen på Cond Peak är 2 332 meter över havet.
Terrängen runt Cond Peak är bergig åt nordost, men åt sydväst är den kuperad. Trakten runt Cond Peak är nära nog obefolkad, med mindre än två invånare per kvadratkilometer.. Närmaste större samhälle är Balfour, 17,6 km sydost om Cond Peak.
I omgivningarna runt Cond Peak växer i huvudsak barrskog.